# Gmina Cisna
Gmina Cisna egy vidéki község Lengyelország délkeleti részén a Kárpátaljai vajdaságban, a Leskói járásban, nem messze a lengyel-szlovák határtól. Székhelye Cisna, amely Leskótól, a járási székhelytől mintegy 30 kilométernyire délre található és a vajdaság körpontjától, Rzeszówtól mintegy 95 kilométernyire délre fekszik. 
A község teljes területe 286,89 négyzetkilométert foglal magába és ezen a területen a 2006-os adatok szerint 1669 fő él.
A Cisna–Wetlina Tájképvédelmi Park egy része a község területén húzódik.

## Lakott települések a községen belül
Gmina Cisna területén az alábbi települések találhatóak:
- Buk,
- Cisna,
- Dołżyca,
- Habkowce,
- Kalnica,
- Krzywe,
- Liszna,
- Łuh,
- Majdan,
- Moczarne,
- Przysłup,
- Roztoki Górne,
- Smerek,
- Solinka,
- Strzebowiska,
- Wetlina,
- Zawój és
- Żubracze.

## Szomszédos gminák
Gmina Cisnával szomszédos Gmina Baligród, Gmina Czarna, Gmina Komańcza, Gmina Lutowiska, Gmina Solina. A gminával Szlovákia is határos dél felől.

## Fordítás
Ez a szócikk részben vagy egészben  a   Gmina Cisna című angol Wikipédia-szócikk ezen változatának fordításán alapul.  Az eredeti cikk szerkesztőit annak laptörténete sorolja fel. Ez a jelzés csupán a megfogalmazás eredetét és a szerzői jogokat jelzi, nem szolgál a cikkben szereplő információk forrásmegjelöléseként.